# La Mesa (Bocas del Toro)
La Mesa ist ein Corregimiento des Bezirks Changuinola in der Provinz Bocas del Toro in Panama. Bei der Volkszählung im Jahr 2023 hatte es 2237 Einwohner. Das Corregimiento erstreckt sich über eine Fläche von 30,8 km².

## Orte
Im Corregimiento La Mesa befinden sich folgende Orte:
- Alto Nance
- El Arenal
- Isla Grande
- La Mesa
- Quebrada Canela
- Quebrada Conejo
- Vicira
- Washouth